# Litteraturklubbens stora litteraturpris
Litteraturklubbens stora litteraturpris var ett litterärt pris som utdelades årligen av Litteraturklubben.

## Pristagare
- 2000 – Torbjörn Säfve för Jag brinner
- 2001 – Mikael Niemi för Populärmusik från Vittula
- 2002 – Carl-Johan Vallgren för Den vidunderliga kärlekens historia
- 2003 – Peter Englund för Tystnadens historia och andra essäer
- 2004 – Marcus Birro för Landet utanför
- 2005 – Jan Berglin för Berglinska tider

### Fotnoter
1. ↑  ”Pressmeddelanden”. Litteraturklubben. Arkiverad från originalet den 9 juli 2007. https://web.archive.org/web/20070709032740/http://www.litteraturklubben.nu/Litteraturklubben_db/Litt_Pressmeddelande.asp. Läst 1 juni 2012.